# Jamné nad Orlicí
Jamné nad Orlicí (en allemand : Jamnei an der Adler) est une commune du district d'Ústí nad Orlicí, dans la région de Pardubice, en République tchèque. Sa population s'élevait à 703 habitants en 2024.

## Géographie
Jamné nad Orlicí se trouve à 3 km au nord-est de Jablonné nad Orlicí, à 19 km à l'est-nord-est d'Ústí nad Orlicí, à 61 km à l'est de Pardubice et à 157 km à l'est de Prague.
La commune est limitée par Těchonín au nord, par Orličky à l'est et au sud-est, par Jablonné nad Orlicí au sud et au sud-ouest, et par Sobkovice au nord-ouest.

## Histoire
La première mention écrite de la localité date de 1336.

## Galerie

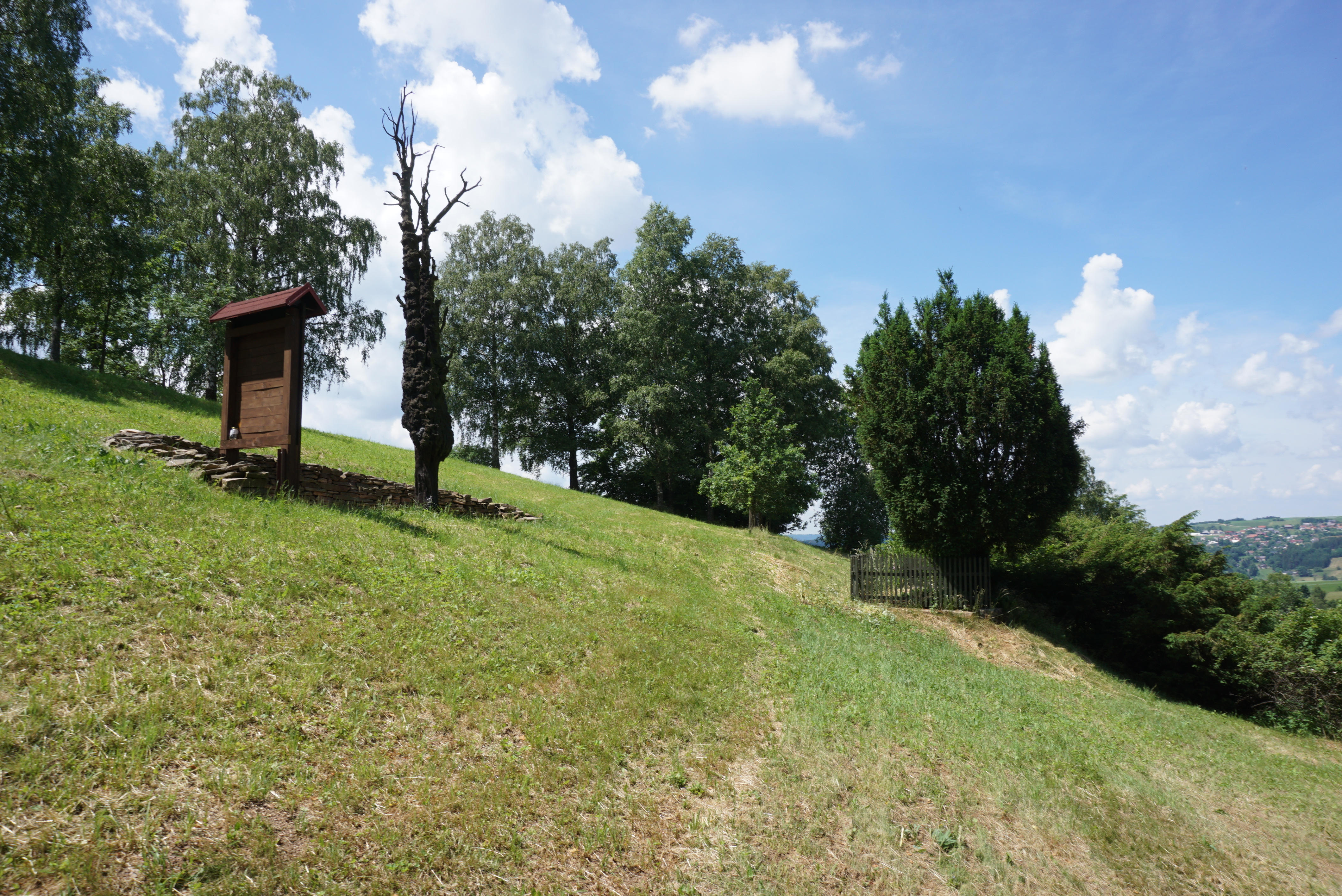
If rouge remarquable.
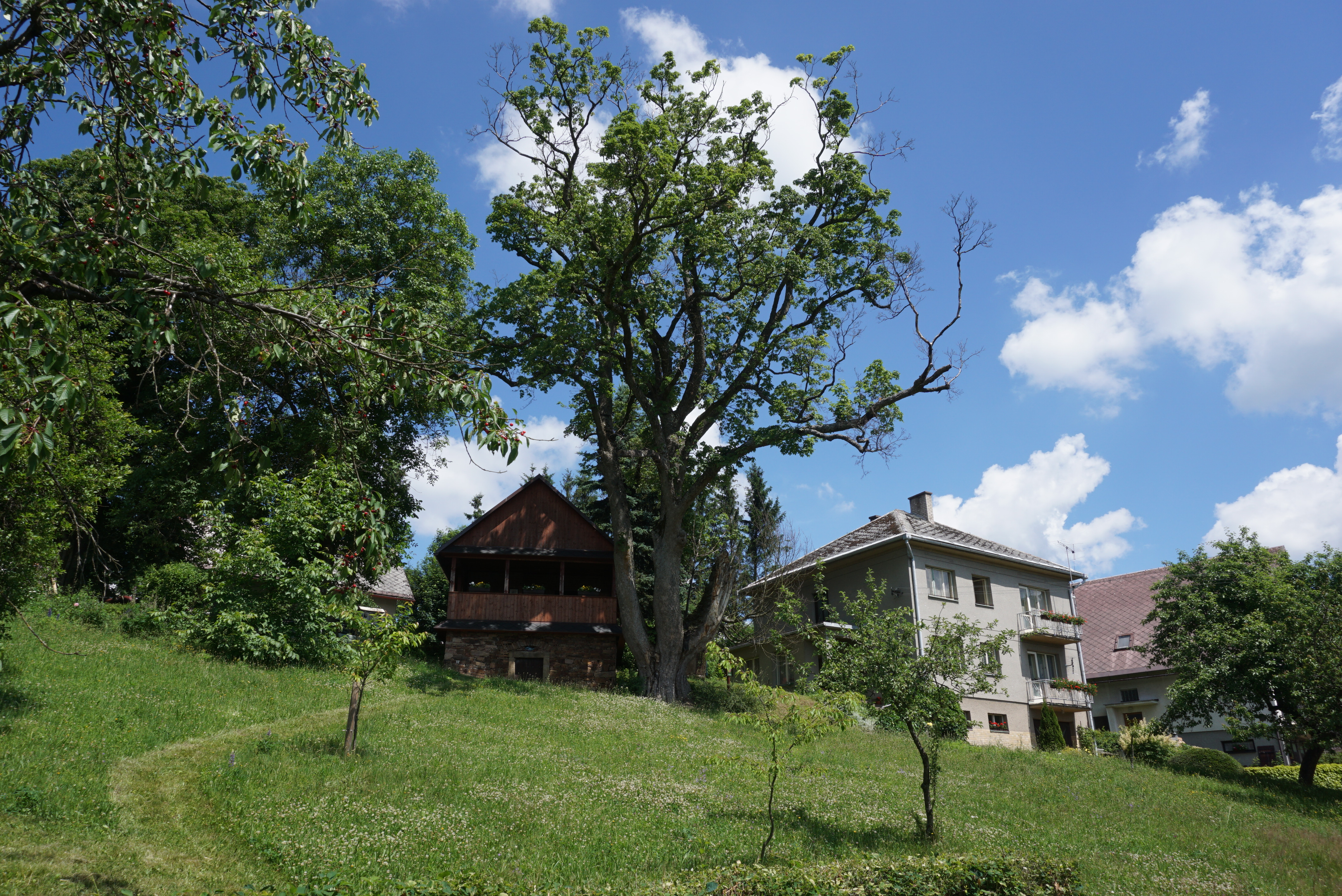
Érable sycomore remarquable.

## Transports
Par la route, Jamné nad Orlicí se trouve à 3,5 km de Jablonné nad Orlicí, à 26 km d'Ústí nad Orlicí, à 78 km de Pardubice et à 189 km de Prague.